# ماريا رويز كروز
ماريا رويز كروز (بالإسبانية: María Ruiz)‏ هي ممثلة إسبانية، ولدت في 18 مايو 1980 في إسبانيا.

## وصلات خارجية
- ماريا رويز كروز على موقع IMDb (الإنجليزية)
- ماريا رويز كروز على موقع قاعدة بيانات الفيلم (الإنجليزية)